# 1946 en Colombie-Britannique
Chronologie de la Colombie-Britannique
- 1942
- 1943
- 1944
- 1945
- 1946
- 1947
- 1948
- 1949
- 1950

Cette page concerne des événements qui se sont produits durant l'année 1946 dans la province canadienne de Colombie-Britannique.

## Politique
- Premier ministre : John Hart.

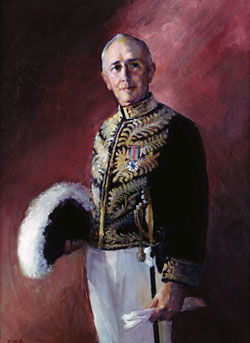
Charles Arthur Banks

- Chef de l'Opposition : Harold Winch du Parti social démocratique du Canada
- Lieutenant-gouverneur : William Culham Woodward puis Charles Arthur Banks
- Législature :